# Silveira
Silveira é uma povoação portuguesa sede da Freguesia de Silveira do Município de Torres Vedras, freguesia com 24,76 km² de área e 9332 habitantes (censo de 2021), tendo, por isso, uma densidade populacional de 376,9 hab./km².

## História
Silveira, freguesia de criação relativamente moderna, foi desanexada da Freguesia de São Pedro da Cadeira e elevada a esta condição em 1 de outubro de 1926.
Sendo o seu primeiro regedor Antonino Gomes, fazendeiro influente do Casal da Espinheira, nasceu em 1873 e faleceu em 1951. 

## Geografia
Ocupando uma área de 24,9 km², situa-se entre o verde da paisagem rural, salpicado por inúmeros casais, e os tons azuis e esverdeados do atlântico. Tem como limites as freguesias de São Pedro da Cadeira a Sul, Ponte do Rol a Este e A-dos-Cunhados a Norte, e a Oeste é banhada pelo Oceano Atlântico. A sede da freguesia dista doze quilómetros da cidade de Torres Vedras, quatro da Praia de Santa Cruz e um da margem direita do rio Sizandro. Foi nesta freguesia que nasceu Joaquim Agostinho, o mais famoso ciclista português.
A freguesia de Silveira apresenta um número significativo de casais dispersos por toda a freguesia, acentuando a sua ruralidade, e ainda as seguintes localidades: Boavista, Brejenjas, Caixeiros, Charneca, Casal Cochim, Casalinhos de Alfaiata, Cerca, Santa Cruz, Secarias, Silveira e Praia Azul.

## Demografia
A população registada nos censos foi:
| Distribuição da População por Grupos Etários | Distribuição da População por Grupos Etários | Distribuição da População por Grupos Etários | Distribuição da População por Grupos Etários | Distribuição da População por Grupos Etários |
| -------------------------------------------- | -------------------------------------------- | -------------------------------------------- | -------------------------------------------- | -------------------------------------------- |
| Ano                                          | 0-14 Anos                                    | 15-24 Anos                                   | 25-64 Anos                                   | > 65 Anos                                    |
| 2001                                         | 1063                                         | 885                                          | 3524                                         | 1024                                         |
| 2011                                         | 1382                                         | 933                                          | 4764                                         | 1451                                         |
| 2021                                         | 1287                                         | 1019                                         | 5068                                         | 1958                                         |

## Praias
O local mais conhecido desta freguesia, e o seu cartão de visita, é a Praia de Santa Cruz. Nos tempos idos designada por Santa Cruz de Ribamar, destaca-se das outras praias pela extensão, largura e brancura do seu areal, e ainda pelo imponente Penedo do Guincho que tem resistido incólume, por várias décadas, ao ímpeto revolto e bravio do mar. 
Fazem parte desta freguesia as seguintes praias: Praia da Foz do Sizandro, Praia Azul, Praia da Varandinha, Praia das Amoeiras, Praia Formosa (Santa Cruz), Praia do Sul (Santa Cruz), Praia do Guincho (Santa Cruz), Praia da Azenha (Santa Cruz), Praia de Santa Helena (Santa Cruz), Praia do Centro (Santa Cruz) e a Praia do Navio (Santa Cruz).

## Património
Do património edificado destacam-se:
- Azenha de Santa Cruz
- Capela de Santa Helena (Santa Cruz)
- Igreja de Santa Cruz
- Igreja de Nossa Senhora do Amparo (Silveira)
- Capela de Nossa Senhora da Piedade (Casal de Valverde)
- Moinho de Caixeiros

Constituem ainda locais de interesse, o Aeródromo Municipal de Santa Cruz, os miradouros de Santa Helena e do Alto da Vela, o Pinhal Turístico de Casalinhos de Alfaiata e inúmeras praias.

## Festas
As principais e mais conhecidas festividades estão relacionadas com os festejos do tradicional Carnaval de Verão e do Cortejo Etnográfico de 15 de agosto, ambos em Santa Cruz, e as inúmeras festas e romarias celebradas um pouco por toda a freguesia, organizadas pelas colectividades e maioritáriamente realizadas durante a época de verão.